# Hyacinthus litwinowii
Hyacinthus litwinowii Czerniak. è una pianta bulbosa della famiglia delle Asparagacee.

## Distribuzione e habitat
Questa specie è diffusa in Iran e Turkmenistan.